# Нуки (Колумбия)
Нуки́ (исп. Nuquí) — город и муниципалитет на западе Колумбии, на территории департамента Чоко. Входит в состав субрегиона Пасифико-Норте.

## История
Поселение, из которого позднее вырос город, было основано 18 декабря 1917 года.

## Географическое положение

Муниципалитет Нуки

Город расположен в западной части департамента, на побережье Тихого океана, вблизи устья реки Нуки, на расстоянии приблизительно 67 километров к западу от города Кибдо, административного центра департамента. Абсолютная высота — 9 метров над уровнем моря.
Муниципалитет Нуки граничит на севере с территорией муниципалитета Баия-Солано, на востоке — с муниципалитетом Альто-Баудо, на юге — с муниципалитетом Бахо-Баудо, на западе омывается водами Тихого океана. Площадь муниципалитета составляет 956 км².

## Население
По данным Национального административного департамента статистики Колумбии, совокупная численность населения города и муниципалитета в 2015 году составляла 8576 человек.
Динамика численности населения муниципалитета по годам:
| 2005 | 2006 | 2007 | 2008 | 2009 | 2010 | 2011 | 2012 | 2013 | 2014 | 2015 |
| ---- | ---- | ---- | ---- | ---- | ---- | ---- | ---- | ---- | ---- | ---- |
| 7625 | 7709 | 7806 | 7898 | 7996 | 8093 | 8187 | 8275 | 8376 | 8481 | 8576 |

Согласно данным переписи 2005 года мужчины составляли 50,9 % от населения Нуки, женщины — соответственно 49,1 %. В расовом отношении негры, мулаты и райсальцы составляли 77,6 % от населения города; индейцы — 21,3 %; белые и метисы — 1,1 %.
Уровень грамотности среди всего населения составлял 84,2 %.

## Экономика и транспорт
Основу экономики Нуки составляют рыболовство и сельское хозяйство.
В городе расположен аэропорт.